# Alexei Alexandrowitsch Negodailo
Alexei Alexandrowitsch Negodailo (russisch Алексей Александрович Негодайло; * 28. Mai 1989 in Irkutsk) ist ein russischer Bobpilot.
Bei den Olympischen Winterspielen 2014 in Sotschi wurde er Olympiasieger im Viererbob zusammen mit Dmitri Trunenkow, Alexander Subkow und Alexei Wojewoda.
Das Internationale Olympische Komitee (IOC) hat am 24. November 2017 gegen Negodailo eine lebenslange Olympiasperren verhängt. Ausgelöst wurde die Sperre durch den McLaren-Report. Die erhaltenen olympischen Medaillen wurden aberkannt. Das Urteil kann noch angefochten werden.